# Iratan e Iracema (filme)
Iratan e Iracema (1987) é um filme português de longa-metragem de Paulo Guilherme d'Eça Leal inspirado na obra homónima do seu pai Olavo d'Eça Leal.
O filme foi agraciado com a Palma de Ouro do Festival de Cinema da Figueira da Foz e o Troféu de Ouro no Festival de Cinema dos Países de Língua Oficial Portuguesa, em Aveiro.

## Elenco
- Álvaro Faria - príncipe Ivan;
- Amílcar Bonança - menino de pedra;
- Baptista Fernandes - desconhecido;
- Carlos Machado - rei;
- Carlos Wallenstein - criada velha e mordomo;
- David Silva - homem vermelho;
- Diana - bruxa;
- Eduardo Viana - náufrago;
- Henrique Pinho - primeiro ministro e pai do príncipe;
- João - condessa;
- João D'Ávila - conde;
- João Lagarto - pássaro Bisnau;
- João Malaquias - primo;
- José Manuel Rosado - rainha dos sonhos;
- Ladislau Ferreira - pai;
- Michel - vendedor de memórias;
- Mizé - bruxa;
- Mónica - bruxa;
- Mónica Monteiro - Iracema;
- Paulo Cruz - Iratana;
- Paulo-Guilherme - Faquir;
- Rita Rodrigues - prima.